# Râul Săscuța
Râul Săscuța este un curs de apă, afluent al râului Neamț (Ozana). Schitul Nifon este situat pe valea râului Săscuța. 

## Hărți
- Harta Parcului Vânători-Neamț